# Larry Schuba
Rolf „Larry“ Schuba (* 29. Januar 1951 in Landshut; † 23. Juli 2023) war ein deutscher Country-Musiker und Hörfunkmoderator. Ab 1967 war er mit der Band Western Union ein fester Bestandteil der deutschen Country-Szene.

## Karriere
Schuba erlernte ursprünglich das Handwerk des Goldschmieds und war in den 1970er und Anfang der 80er Jahre Inhaber von zwei Goldschmiede- bzw. Juweliergeschäften. 1983 entschied er sich, ausschließlich die Musik zu seinem Beruf zu machen.
Schuba war Sänger, Songschreiber, Produzent und Leiter der deutschen Schlager-Countryband Western Union, die 2010 aufgelöst wurde. In den 80er Jahren gründete Schuba den Country Music Circus, eine Western-Swing-Formation.
Während seiner Karriere hatte Schuba Hits wie Auf der Autobahn, Ich möcht so gerne mal nach Nashville, Bärenstark oder Transit Cowboy. 1992 schrieb er den Titel Danke, der von der deutschen GACMF zum „Countrysong des Jahres“ gewählt wurde. Von 1997 bis April 2011 moderierte Schuba als der „Countrybär“ eine wöchentliche Country-Show bei Radio Berlin 88,8. Zudem war Schuba Inhaber des Plattenlabels UNDO Records, eines Tonstudios und des Musikverlags Cup of Coffee.
Larry Schuba starb im Juli 2023 nach kurzer schwerer Krankheit.

## Diskographie
- 1987: Großstadtsinfonie (mit der Peter-Maffay-Band)
- 2002: Hitverächtlich
- 2008: Seelenwanderung

## Auszeichnungen
- 1993: Country Circle Award als Sänger des Jahres
- 1996: Aufnahme in die Deutsche Countrymusic Hall of Fame
- 2000: Pioneer Award der German American Country Music Federation (GACMF)
- 2000: Auszeichnung zum „Entertainer des Jahres“ durch die GACMF
- 2000: Country Circle Award als Entertainer des Jahres
- 2001: Auszeichnung „Goldener Truck“ der Zeitschriften „Trucker“ und des ADAC
- 2001: Auszeichnung der GACMF für das Duett des Jahres (mit Tom Astor)
- 2002: Medien-Award der GACMF für die beste deutsche Country-Radioshow
- 2003: Country Circle Award als Singer/Songwriter des Jahres